# Universidad Mesoamericana
Universidad Mesoamericana es una institución de educación superior en Guatemala, privada y laica, miembro de la red de Instituciones Universitarias Salesianas (IUS), reconocida y aprobada por el Consejo de la Enseñanza Privada Superior de Guatemala (CEPS).

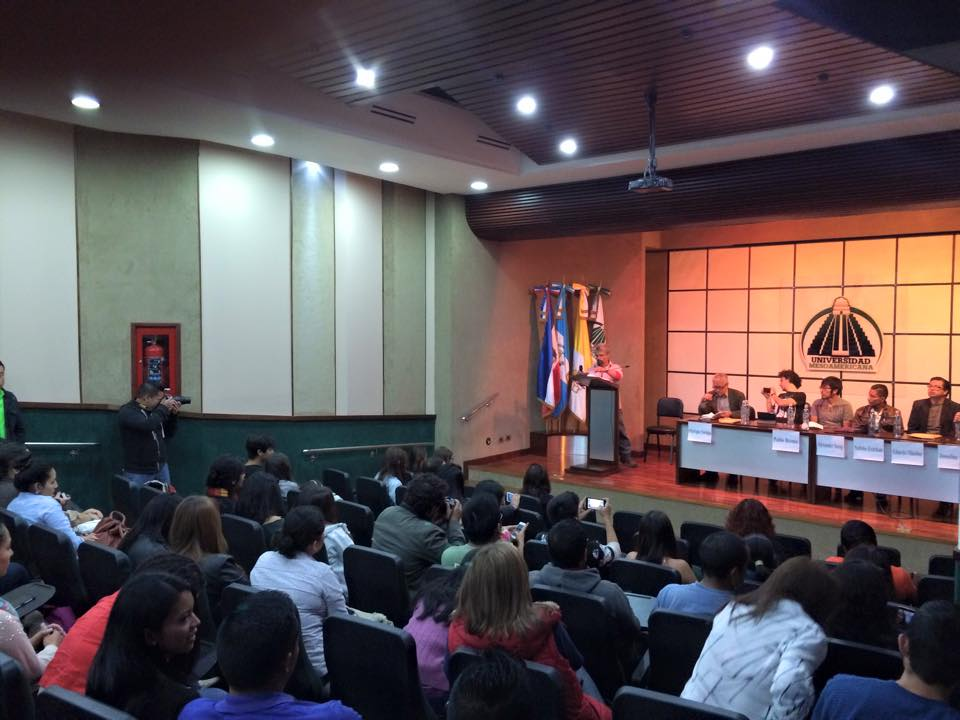
Lectura de poesía en el marco del 11 Festival Internacional de Poesía de Quetzaltenango. Auditorio P. Dubón, Universidad Mesoamericana, campus Quetzaltenango.

## Historia
La Asociación Salesiana de Don Bosco firmó un Convenio de cooperación académica con la Universidad Francisco Marroquín en 1971. A partir de 1972 los Salesianos de Don Bosco desarrollaron programas humanísticos amparados por la Universidad Francisco Marroquín. Se crearon carreras, departamentos y facultades. Cabe destacar entre esos programas: los Profesorados en Pedagogía y Ciencias de la Educación, Profesorado en Teología, Profesorado en Inglés y Profesorado en Historia. La Facultad de Ciencias de la Comunicación tuvo gran desarrollo y se establecieron las especialidades de: Técnico y Licenciatura en Ciencias de la Comunicación Social, Licenciatura en Publicidad y Licenciatura en Producción radial y televisiva. Ahí tuvo sus inicios la Universidad Mesoamericana.
Aprovechando la experiencia y desarrollo universitarios que se habían logrado, se iniciaron los trámites de fundación de una nueva universidad en 1996. El 1.º de octubre de 1999 fue aprobada la Universidad Mesoamericana por el Consejo de la Enseñanza Privada Superior de Guatemala. El año 2000 comenzaba a funcionar la nueva universidad con las Facultades de Ciencias Humanas y Sociales y Ciencias de la Comunicación Social. Un año más tarde, en alianza estratégica con la Asociación de Gerentes de Guatemala, se crea la ESAG, Escuela Superior de Alta Gerencia, para impartir Maestrías. El año 2002 se fusionaron 15 carreras de la ciudad de Quetzaltenango como parte de la Universidad Mesoamericana. El año 2003 se autoriza la Facultad de Medicina en dicha sede.
El año 2004 fue un período de consolidación del proceso llevado a cabo a nivel estructural, de personal y de mejora de la calidad académica.

## Unidades académicas
En el año 2006 se hizo una reestructuración general de las facultades y carreras de la Universidad Mesoamericana, quedando de la siguiente manera:
Sede Guatemala
- Facultad de Ciencias de la Comunicación Social.
- Facultad de Ciencias Humanas y Sociales.
- Facultad de Ciencias Jurídicas y Sociales.
- Escuela Superior de Alta Gerencia.

Sede Quetzaltenango
- Facultad de Arquitectura.
- Facultad de Ciencias Económicas.
- Facultad de Ingeniería.
- Facultad de Medicina.
- Facultad de Odontología
- Facultad de Ciencias de la Comunicación Social.
  - Diseño Gráfico (Coordinada por Beto López)
  - Publicidad (Coordinada por Beto López)
  - Cine
  - Comunicación Social

En el 2007 se abrió la carrera de Odontología en Quetzaltenango y en 2008, en la sede de Guatemala, empiezan la Ingeniería en Informática y la Maestría en Finanzas Empresariales.
En el año 2009 se elabora la Carta de Navegación de la Universidad, de conformidad con las orientaciones de las IUS (Instituciones Universitarias de Educación Superior). Esto proyecto guiará el camino de la Universidad durante los próximos 5 años. Este mismo año se cumple el décimo aniversario de la fundación de la Universidad Mesoamericana, actualmente cuenta con 3000 alumnos entre ambas sedes. 
En el año 2010 se realiza un convenio de entendimiento y cooperación con la Cooperativa Unión Progresista Amatitlaneca (UPA) para desarrollar algunas carreras universitarias en Amatitlán.

## Sedes
- Sede Central (Guatemala)
- Sede Quetzaltenango
- Sede Amatitlán Archivado el 31 de mayo de 2014 en Wayback Machine.

## Visión
Impulsar con estilo y espíritu salesiano y de modo riguroso y crítico, el desarrollo de la persona humana y del patrimonio cultural de la sociedad guatemalteca, mediante la docencia, investigación y servicios ofrecidos a la comunidad nacional e internacional.

## Misión
Ser una universidad cuyos procesos de formación están centrados en el estudiante. Poseer inspiración cristiana, y trabajar con estilo salesiano. Formar personas comprometidas con el país y capaces de asumir un compromiso ético.
Procurar orientar su acción hacia sectores populares y de bajos ingresos de modo prioritario, con el fin de formarlos como profesionales competentes y capaces de insertarse en el mercado laboral. Desarrollar, para el logro de su misión, carreras en el campo humanístico, de ciencias sociales y tecnológicas; procurando una enseñanza con calidad y una investigación pertinente, científica y social.

## Valores
Defensa y promoción de los derechos personales.
Inspiración cristiana del proyecto.
Metodología educativa preventiva.
Humanismo personalista y solidario
Respeto, tolerancia y colaboración entre todas las personas.